# Flash Crash de 2010

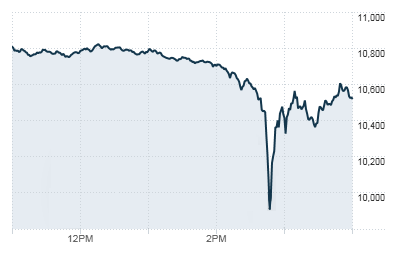
El día del flash crash Promedio Industrial Dow Jones

La quiebra relámpago del 6 de mayo de 2010, también conocido como el Crash de 2:45, el Flash Crash de 2010 o simplemente el Flash Crash, fue una quiebra financiera estadounidense que tuvo lugar el 6 de mayo de 2010 en el que el índice Dow Jones Industrial Average se desplomó cerca de 1000 puntos, aproximadamente un 9 %, para recuperar esa pérdida escasos minutos. Fue la segunda mayor caída en puntos, 1010.14 puntos, y el mayor desplome diario, 998.5 puntos, en una base intradía en la historia del Promedio Industrial Dow Jones.

## Evento
El 6 de mayo de 2010, los mercados de valores de los Estados Unidos abrieron con caídas y se mantuvieron bajistas durante la mayor parte de la jornada como consecuencia de la preocupación existente en el mercado por la crisis de deuda en Grecia. A las 14:42, cuando el índice Dow Jones acumulaba una caída de más de 300 en el día, el mercado de valores comenzó a caer rápidamente, bajando en más de 600 puntos en 5 minutos hasta alcanzar una pérdida de cerca de 1000 puntos en el día hacia las 14:47. Veinte minutos más tarde, hacia las 15:07, el mercado había recuperado la mayor parte de los 600 puntos de caída.

## Evidencia de manipulación del mercado y detención
En abril de 2015, Navinder Singh Sarao, un operador con sede en Londres, fue detenido por su presunta participación en el Flash Crash. De acuerdo con los cargos penales presentados por el Departamento de Justicia de los Estados Unidos, Sarao supuestamente utilizó un programa automatizado para generar grandes órdenes de venta, empujando a la baja los precios, que luego canceló para comprar a los precios más bajos del mercado. La Commodity Futures Trading Commission presentó cargos civiles contra Sarao. En agosto de 2015, Sarao fue liberado bajo una fianza de 50 000 £ con una audiencia de extradición completa prevista para septiembre con el Departamento de Justicia de los Estados Unidos. Sarao y su compañía, Nav Sarao Futures Limited, presuntamente obtuvo más de $ 40 millones en ganancias de la negociación durante el Flash Crash.